# Ludvík Frejka
Ludvík Frejka, rozený Ludwig Freund (15. ledna 1904 Liberec – 3. prosince 1952 Věznice Pankrác), byl československý komunistický politik, ekonom, publicista a účastník 2. odboje.

## Předválečná kariéra
Ludwig Freund pocházel z asimilované židovské rodiny lékaře Siegfrieda Freunda a Kláry, roz. Ledererové. Rodiče zahynuli za druhé světové války v terezínském ghettu. Po maturitě na německém gymnáziu v Liberci studoval v létech 1922–27 ekonomii na berlínské Vysoké škole obchodní. V roce 1925 studoval na London School of Economics. Studium v Německu završil disertací Strukturální změny anglického hospodářství od vypuknutí světové krize.
V roce 1919 vstoupil do Sociálně demokratické mládeže. Od roku 1922 byl členem Komunistické strany Německa, 1923 přestoupil do KSČ. 1927 krátce působil jako dobrovolný pracovník v textilním podniku na Liberecku, poté odešel do Prahy, kde vedl do roku 1930 národohospodářské oddělení ústředního sekretariátu KSČ.  Ve třicátých letech působil v Ústí nad Labem, Chomutově a Teplicích. Od roku 1935 byl v Praze redaktorem ústředního německého listu Die Rote Fahne.

## Činnost během druhé světové války
V prosinci 1938 emigroval do Británie, kde se pohyboval v prostředí sudetoněmeckých a rakouských antifašistů. Působil v redakcích týdeníku Svobodných Rakušanů Zeitspiegel a sudetoněmeckého sociálnědemokratického čtrnáctideníku Einheit. Na počátku druhé světové války byl jako komunista a nepřátelský cizinec internován. Byl držen v Londýně-Brixtonu, Lichfieldu a Yorku. Roky 1940–1941 prožil v izolaci na ostrově Man.
Po přepadení Sovětského svazu nacistickým Německem se stal národohospodářským poradcem komunistických členů Státní rady a přispěvatelem týdeníku Čechoslovák. Od 1943 pracoval také v redakci anglického komunistického deníku Daily Worker. Roku 1942 se podílel na založení Jednotného výboru sudetoněmeckých antifašistů ve Velké Británii (Einheitsausschuß sudetendeutscher Antifaschisten in Großbritannien).

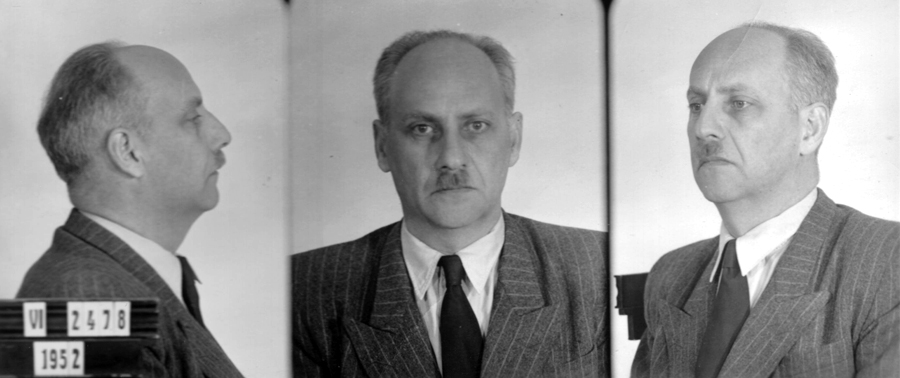
Vazební fotografie Ludvíka Frejky (1952)

V srpnu 1942 napsal pro Einheit článek, v němž jménem sudetoněmeckých komunistů v Británii odmítl plán na vysídlení německého obyvatelstva z Československa, později se disciplinovaně přizpůsobil stranické linii, která od roku 1943 myšlenku odsunu podporovala. V letech 1944–1945 vedl společně s Josefem Goldmannem kolektiv národohospodářů, jehož názory výrazně ovlivnily ekonomický program KSČ.  
V Londýně se blíže seznámil s mnohými nekomunistickými příslušníky československého exilu a navázal také užší kontakty s představiteli britské reformistické Labour Party. Po návratu do ČSR si Ludvík Freund úředně změnil příjmení na Frejka a přihlásil se k české národnosti.

## Poválečná kariéra
Od roku 1945 byl Ludvík Frejka tajemníkem ústřední národohospodářské komise při ÚV KSČ. V červnu 1948 se stal přednostou národohospodářského odboru Kanceláře prezidenta republiky Klementa Gottwalda a tajemníkem Ústřední plánovací komise. Dne 31. ledna 1952 byl zatčen a vyšetřován StB v Praze-Ruzyni, v tento den mu byl ukončen pracovní poměr v Kanceláři prezidenta. V atmosféře psychického a fyzického nátlaku se přiznal k tomu, že jako agent britské tajné služby Intelligence Service sabotoval plnění dvouletého i pětiletého plánu a pomáhal udržovat ekonomickou závislost ČSR na kapitalistických státech.
Následně byl v rámci procesu se Slánským v listopadu 1952 obžalován z velezrady, vyzvědačství a sabotáže. Soud ho odsoudil k trestu smrti, který byl vykonán v pankrácké věznici oběšením dne 3. prosince 1952 v 5:05 hodin. V roce 1963 byl právně i stranicky rehabilitován. V dubnu 1968 mu byl udělen Řád republiky in memoriam.

## Rodina
Dcera Hana Frejková (* 17. ledna 1945 Londýn) je z druhého manželství. Ludvík Frejka byl ženat dvakrát. S první manželkou Leni se seznámil v Berlíně, z tohoto manželství pochází syn Tomáš Frejka (21. listopadu 1932, Chomutov – 17. dubna 2022, Sanibel, Florida). Syn Tomáš byl skalním komunistou a napsal předsedovi Státního soudu v Praze dopis, ve kterém žádal pro svého otce trest smrti. Dopis byl publikován v Rudém právu dne 25. listopadu 1952 na páté straně. O jeho herostratovské slávě přednášel na Kolumbijské univerzitě Zbigniew Brzezinski. Vojenskou službu Tomáš Frejka odsloužil u 66. technického praporu a později emigroval.